# Ferrari Driver Academy
De Ferrari Driver Academy is een initiatief van het Formule 1-team Ferrari om jong talent te ontwikkelen. Verschillende coureurs worden gesteund door het team.
Het idee van het concept kwam van het uitlenen van Felipe Massa aan het team Sauber voor drie seizoenen, terwijl hij in die periode ook testcoureur was van Ferrari. In december 2009 werd Jules Bianchi de eerste coureur in de Ferrari Driver Academy. Hij maakte deel uit van het programma tot zijn overlijden in 2015. Ook Sergio Pérez heeft hier onder contract gestaan, hij was tevens de eerste coureur die de Formule 1 bereikte, nadat hij enkele dagen eerder voor Sauber tekende. Hij moest het team echter aan het eind van 2012 verlaten nadat hij een contract had getekend bij concurrent McLaren. Charles Leclerc verliet het programma toen hij in 2018 zijn Formule 1-debuut maakte bij Sauber. In 2019 werd hij de eerste coureur uit het programma die de overstap maakte naar het Formule 1-team van Ferrari.
In 2021 werd Maya Weug de eerste vrouwelijke coureur die onderdeel werd van het opleidingsprogramma. Zij was de winnaar van Girls on Track, een zoektocht die werd opgezet door het programma in samenwerking met de FIA met als doel om jonge meisjes te steunen tijdens hun carrière.

## Coureurs
- Coureurs vetgedrukt zijn nog aangesloten bij de Ferrari Driver Academy. Coureurs schuingedrukt hebben minstens één Formule 1-race gereden.

| Coureur            | Jaren   |
| ------------------ | ------- |
| Giuliano Alesi     | 2016-20 |
| Marcus Armstrong   | 2017-21 |
| Noah Baglin        | 2025    |
| Oliver Bearman     | 2022-24 |
| Dino Beganovic     | 2020-25 |
| Jules Bianchi      | 2009-15 |
| Mirko Bortolotti   | 2010    |
| Rafael Câmara      | 2022-25 |
| Laura Camps Torras | 2022    |
| Enzo Fittipaldi    | 2017-20 |
| Antonio Fuoco      | 2013-18 |
| Callum Ilott       | 2017-21 |
| Arthur Leclerc     | 2020-23 |
| Charles Leclerc    | 2016-18 |
| Brandon Maïsano    | 2010-12 |
| Raffaele Marciello | 2010-15 |
| Aurelia Nobels     | 2023-25 |
| Sergio Pérez       | 2010-12 |
| Gianluca Petecof   | 2017-20 |
| Filippo Sala       | 2025    |
| Mick Schumacher    | 2019-22 |
| Robert Shwartzman  | 2017-22 |
| Lance Stroll       | 2010-15 |
| Tuukka Taponen     | 2023-25 |
| Maya Weug          | 2021-25 |
| James Wharton      | 2021-23 |
| Daniel Zampieri    | 2010    |
| Zhou Guanyu        | 2014-18 |